# Bùi Tùng Chi
Bùi Tùng Chi (chữ Hán: 裴松之, 372 – 451) là quan viên, nhà sử học đời Lưu Tống thời Nam Bắc triều trong lịch sử Trung Quốc.

## Thiếu thời
Tùng Chi tự Thế Kỳ, là thành viên sĩ tộc họ Bùi quận Hà Đông. Ông nội là Bùi Muội, được làm đến Quang lộc đại phu. Cha là Bùi Khuê, được làm đến Chánh viên ngoại lang.
Tùng Chi lên 8 tuổi, làu thông Luận ngữ, Mao Thi.  Khi trưởng thành, Tùng Chi đọc khắp sách vở, làm người giản dị, trong sạch. Năm Thái Nguyên thứ 16 (391) thời Tấn Hiếu Vũ đế, Tùng Chi lên 20 tuổi, được bái làm Điện trung tướng quân. Chức vụ này coi túc vệ, triều đình khi ấy chọn học giả có tiếng để cố vấn cho hoàng đế, ban đầu dùng người Lang Da là Vương Mậu Chi, người Cối Kê là Tạ Du, đều được mọi người trọng vọng.
Năm Long An thứ 2 (398), cậu của Tùng Chi là Dự Châu thứ sử Dữu Giai (cháu nội Dữu Lượng) chống lại quyền thần Tư Mã Đạo Tử, thua chạy đến Giang Lăng theo Hoàn Huyền. Dữu Giai muốn Tùng Chi đi theo mình, cho ông trừ làm Tân Dã thái thú; nhưng Tùng Chi cho rằng việc khó thành công nên không đến. Năm Nguyên Hưng đầu tiên (402) thời Tấn An đế, Giai ngầm tư thông với con Đạo Tử là Tư Mã Nguyên Hiển, bị Hoàn Huyền phát giác và giết chết.

## Tiểu sử
Thời quyền thần Hoàn Huyền, Tùng Chi được bái làm Viên ngoại Tán kỵ thị lang. Thời quyền thần Lưu Dụ, Tùng Chi được làm Cố Chướng huyện lệnh thuộc quận Ngô Hưng, ở huyện có thành tích, nên được vào triều làm Thượng thư Từ bộ lang. Tùng Chi cho rằng người đời tự dựng bia, đều kể trái sự thật, bèn dâng biểu đề nghị ai muốn dựng bia phải được triều đình cho phép, từ đây thói tệ này bị dẹp hẳn.
Lưu Dụ bắc phạt, tự lĩnh chức Ti Châu thứ sử, lấy Tùng Chi làm Châu chủ bộ, rồi chuyển ông làm Trị trung tòng sự sử. Sau khi chiếm được Lạc Dương, Lưu Dụ nói Tùng Chi có tài giúp nước, cho ông quay về triều làm Thế tử tiển mã. Vào lúc triều đình bàn việc đặt nhạc cho 5 miếu (phụ, tổ, tằng tổ, cao tổ, thủy tổ) của Lưu Dụ, Tùng Chi cho rằng nhạc dành cho miếu của vợ Lưu Dụ là Tang Ái Thân nên tương đồng với 4 miếu (không tính thủy tổ). Sau đó Tùng Chi được trừ làm Linh Lăng nội sử, rồi được trưng làm Quốc tử bác sĩ.
Năm Nguyên Gia thứ 3 (426), Lưu Tống Văn đế giết quyền thần là bọn Tư đồ Từ Tiện Chi, cho sứ giả tuần hành cả nước, Tùng Chi đi Tương Châu. Sau khi trở về, Tùng Chi được chuyển làm Trung thư thị lang, Ti Ký 2 châu đại trung chánh.
Sau đó Tùng Chi được ra làm Vĩnh Gia thái thú, siêng năng vỗ về trăm họ, khiến quan dân yên ổn. Tiếp đó Tùng Chi được bổ nhiệm làm Thông trực Tán kỵ thường thị, rồi trở lại lĩnh chức 2 châu đại trung chánh. Ít lâu sau Tùng Chi được ra làm Nam Lang Da thái thú.
Năm thứ 14 (437), Tùng Chi trí sĩ, được bái làm Trung tán đại phu, ít lâu sau được lĩnh chức Quốc tử bác sĩ, rồi được tiến làm Thái trung đại phu, bác sĩ như cũ. Năm thứ 28 (451), triều đình khiến Tùng Chi kế tục Hà Thừa Thiên biên soạn quốc sử, chưa kịp làm việc thì bệnh mất, hưởng thọ 80 tuổi.

## Tác phẩm
Văn đế sai Tùng Chi chú giải Tam quốc chí của Trần Thọ; ông góp nhặt nhiều nguồn sử liệu khác, thêm cả những chuyện quỷ thần, tập hợp thành sách rồi dâng lên. Văn đế khen hay, nói: “Bùi Thế Kỳ đã làm được việc bất hủ rồi.” Tam quốc chí bản được Tùng Chi chú giải đến đời Tùy có 65 quyển, tự lục 1 quyển.
Về sử học, Tùng Chi còn biên soạn Tấn kỷ - tức bộ sử đời Tấn, là 1 trong 18 nhà biên soạn bộ sử này trước khi Tấn thư được biên soạn chính thức vào đời Đường. Bộ sử của Tùng Chi ngày nay chỉ còn 2 đoạn.
Các bài văn của Tùng Chi lưu hành trên đời được tập hợp vào Bùi Tùng Chi tập, ở đời Lương có 21 quyển, đến đời Tùy còn 13 quyển. Ngoài ra còn có Tập chú tang phục kinh truyện 1 quyển, Bùi thị gia truyện 4 quyển.

## Hậu nhân
Con trai là Bùi Nhân, được làm đến Nam trung lang tham quân, trước tác Sử ký tập giải.
Con Nhân là Bùi Chiêu Minh, con Chiêu Minh là Bùi Tử Dã, sử cũ đều có truyện.